# Sminthurides terrestris
Sminthurides terrestris är en urinsektsart som beskrevs av David J. Maynard 1951. Sminthurides terrestris ingår i släktet Sminthurides och familjen Sminthurididae. Inga underarter finns listade i Catalogue of Life.